# Birac, Gironde
Birac är en kommun i departementet Gironde i regionen Nouvelle-Aquitaine i sydvästra Frankrike. Kommunen ligger i kantonen Bazas som tillhör arrondissementet Langon. År 2022 hade Birac 236 invånare.

## Befolkningsutveckling
Antalet invånare i kommunen Birac
Referens:INSEE